# Naissance en 975
 (avril 2024).
Naissance
- 971
- 972
- 973
- 974
- 975
- 976
- 977
- 978
- 979

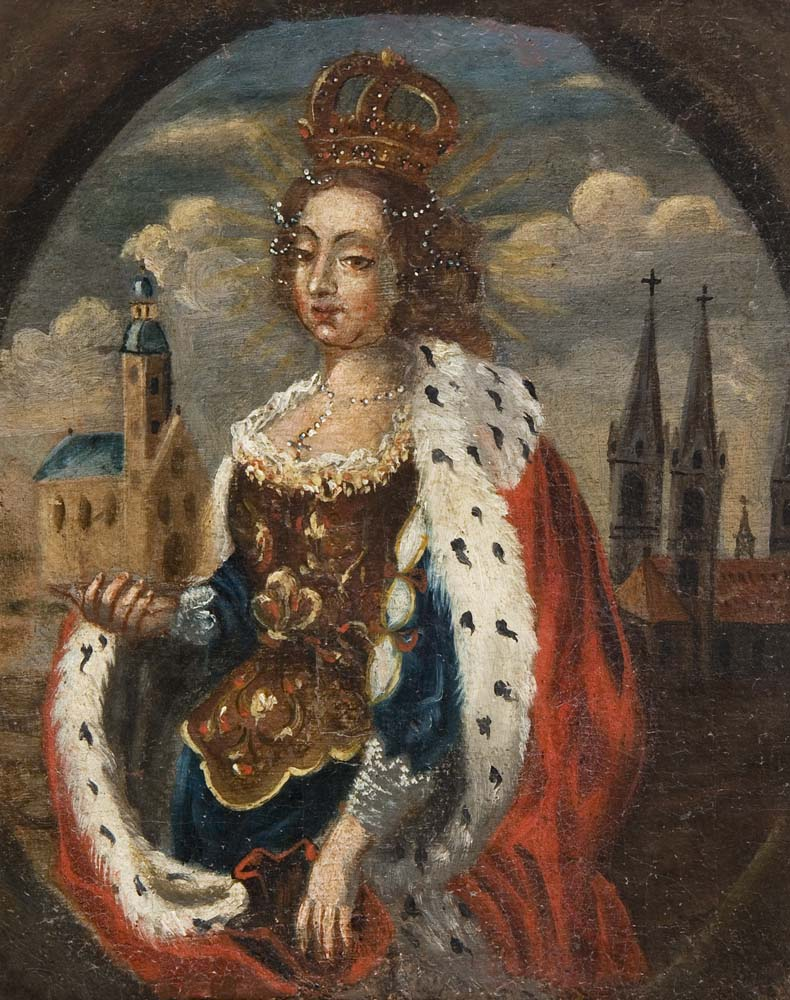
Cunégonde de Luxembourg née en 975.

Cette page dresse une liste de personnalités nées au cours de l'année 975  :
- 2 février : Élie de Nisibe, évêque, théologien et historien de l'Église de l'Orient (dite Église nestorienne).
- 25 juillet : Dithmar, moine au monastère de Bergen, puis évêque de Mersebourg.

- Abd al-Malik al-Muzaffar, hadjib (chef politique et militaire) d'Al-Andalus.
- Étienne d'Agde, ou Stephanus d'Agde, évêque d'Apt.
- Hicham III, dernier calife omeyyade de Cordoue.

date incertaine (vers 975)
- Cunégonde de Luxembourg, reine de Germanie, duchesse consort de Bavière puis impératrice du Saint-Empire.
- Ermessende de Carcassonne, comtesse consort de Barcelone, Gérone et d'Ausona.
- Étienne Ier de Hongrie, fondateur du royaume de Hongrie dont il devient roi.

## Crédit d'auteurs
- Cet article est partiellement ou en totalité issu de l'article intitulé « 975 » (voir la liste des auteurs).